# Ternstroemia montana
Ternstroemia montana är en tvåhjärtbladig växtart som beskrevs av Ridley. Ternstroemia montana ingår i släktet Ternstroemia och familjen Pentaphylacaceae. Inga underarter finns listade i Catalogue of Life.